# Josep Maria Forn i Costa

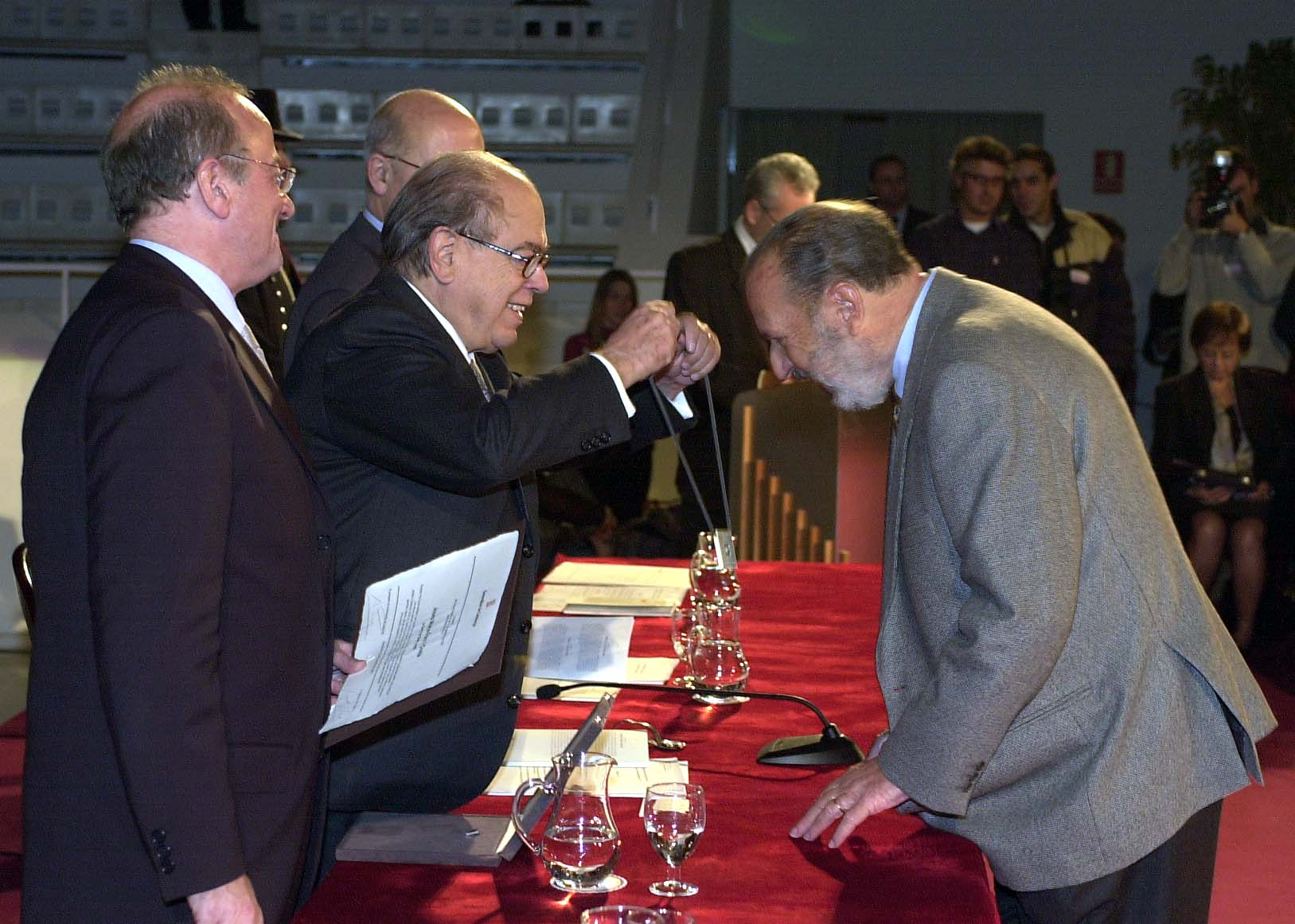
Josep Maria Forn i Costa (rechts)

Josep Maria Forn i Costa (Barcelona, 4 april 1928 – aldaar, 3 oktober 2021) was een Catalaans acteur, filmproducent en filmregisseur.

## Levensloop
Forn wilde schrijver worden maar kwam in de jaren vijftig in de filmwereld terecht met de korte film Gaudí (1954) en enkele commerciële films. Zijn film La piel quemada (Verbrande huid, 1967) ging over de migratie naar Catalonië van mensen uit andere delen van Spanje en was erg succesvol ondanks de censuur tijdens het Francoregime.
In 1975 werd hij de stichter en voorzitter van het Instituut voor de Catalaanse Film. Van 1987 tot 1991 was hij directeur van het cinematografisch departement van de Generalitat de Catalunya en in 1994 voorzitter van het College van Catalaanse Filmregisseurs.
In 2001 ontving hij het Creu de Sant Jordi van de Catalaanse overheid en in 2010 de Premi Gaudí d'Honor van de Academie van de Catalaanse Film.

## Filmografie

### Regisseur
- 1957: Yo maté
- 1959: Muerte al amanecer
- 1960: La vida privada de Fulano de Tal
- 1960: La rana verde
- 1961: ¿Pena de muerte?
- 1962: La ruta de los narcóticos
- 1962: Los culpables
- 1963: José María
- 1964: La barca sin pescador
- 1967: La piel quemada
- 1975: La respuesta
- 1979: Companys, procés a Catalunya
- 1991: Ho sap el ministre?
- 1998: Subjúdice
- 2006: El coronel Macià

### Acteur
- 1978: La ràbia
- 1978: Serenata a la claror de la lluna
- 1979: Alicia en la España de las maravillas
- 1980: La campanada
- 1981: Un drac, Sant Jordi i el cavaller Kaskarlata
- 1982: Puny clos
- 1983: Como un adiós
- 1985: Un, dos, tres... ensaïmades i res més